# ニジェール労働総連合
ニジェール労働総連合（ニジェールろうどうそうれんごう、フランス語: Confédération Nigérienne du Travail、CNT）はニジェールの労働組合。5つの労働組合が合流して1996年に結成された。2010年6月現在の組合員数は約75,000人。国際労働組合総連合（ITUC）に加盟している。かつては国際労働組合連合（WCL・国際労連）に加盟していた。事務局長はセブ・イス（Seybou Issou）。